# 叙厄泰国家公园
叙厄泰国家公园（芬蘭語：Syötteen kansallispuisto）是芬蘭的一個國家公園，位於北博滕區和拉普蘭區。叙厄泰国家公园內有古老的森林，其中一些是高海拔森林。國家公園四分之一的地區被沼澤覆蓋。